# 山子腳 (嘉義縣)
山子腳，原寫為山仔腳，是臺灣嘉義縣鹿草鄉的一個傳統地域名稱，位於該鄉中部偏東南。相較於今日行政區，其範圍大致包括後堀村西北半葉不含西南端、下麻村西南部邊界地帶中段、三角村北部邊界地帶中段。

## 歷史
台灣日治初期，山子腳地區為一街庄（舊制街庄），稱為「山仔腳庄」，隸屬於鹿仔草堡。該庄昔日西邊及北邊西段與鹿仔草庄為鄰，北邊東段及東北邊與下半天庄為鄰，東南邊為蔴荳店庄，南邊為三角仔庄，西南邊為中藔庄。
1901年（日治明治三十四年）11月11日，全台廢縣廳改設二十廳，該庄隸屬於嘉義廳。1904年（明治三十七年）2月20日，該庄編入「鹿仔草區」，隸屬於嘉義廳。1905年（明治三十八年）7月1日，嘉義廳內管轄區域調整，該庄仍隸屬於「鹿仔草區」。1909年（明治四十二年）10月25日，全台合併二十廳為十二廳，鹿仔草區仍隸屬於嘉義廳。1920年（大正九年）10月1日，全台地方制度大改正，廢十二廳改設五州二廳，該庄改制並雅化為「山子腳」大字，隸屬於臺南州東石郡鹿草庄（新制街庄）。
戰後鹿草庄改制為鹿草鄉，隸屬於臺南縣，大字亦改制為村。1950年10月25日，雲、嘉、南分治，鹿草鄉改隸屬嘉義縣。

## 聚落
該地區發展較早的聚落有山仔腳、後厝（已消失）、菜藔（已消失）、枋橋（已消失）、瓦磘（已消失）等，在日治期初期的官方地圖上已有記載。

## 交通
縣道163號是嘉義至好美里的道路，經過本地區主聚落南側。由該道路東行可前往水上鄉、嘉義市西區，並止於縣道159號路口；西行可前往鹿草鄉鹿草市區、義竹鄉、布袋鎮，並止於好美里。
鄉道嘉31線是鹿草至後部的道路，可銜接台南市區道南58線，其北側端點（起點）位於本地區東南部的縣道163號路口。
鄉道嘉37線是下半天至後堀的道路，經過本地區東部凸出部分。